# 低介电常数材料

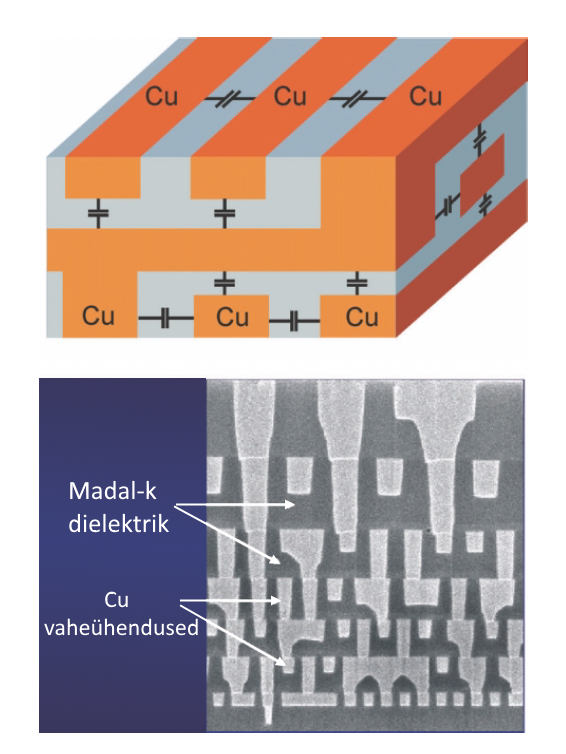
铜互连及其间的低k电介质。通过降低铜线之间的电容，可缩短晶体管之间的信号传输时间。

低介电常数材料（low-K材料）在半导体行业中，指其相对介电常数低于二氧化硅（κr=3.9）的材料（其中，相对介电常数，符号为κ或ε，表示材料中电场强度与真空中电场强度之比）。通过降低集成电路中使用的介电材料的介電係數，降低导线之间的电容效应，降低集成电路发热等等。低介电常数材料的研究是同高分子材料密切相关的。传统半导体使用二氧化硅作为介电材料，氧化硅的介電係數约为4。真空的介電係數为1，干燥空气的介電係數接近于1。

## 概述
半导体制造商通过在纳米尺度的集成电路中缩小晶体管尺寸来提升芯片性能，此举既能提高速度，又可在更小面积上集成更多器件。根据摩尔定律，芯片性能大约每18个月翻一番，而电信号的传输速度取决于晶体管的开关时间和晶体管间信号传播时间（即RC延迟，其中R为电阻，C为电容）。RC延迟与材料的电阻率和相对介电常数成正比关系：
{\displaystyle \tau _{RC}\propto \rho \kappa ,}
其中{\displaystyle \tau _{RC}}为RC延迟，{\displaystyle \rho }为材料电阻率，{\displaystyle \kappa }为材料相对介电常数。
进入纳米时代后，RC延迟影响日益突出。随着这种小型化的趋势，芯片中不同层导线之间的距离也随之减小。用作导线之间绝缘层的二氧化硅（SiO2）由于厚度的不断缩小使得自身电容增大。这种电荷的积聚将干扰信号传递，降低电路的可靠性，并且限制了频率的进一步提高。为了解决这个问题，微电子工业将应用低介电常数材料代替传统的二氧化硅绝缘材料。为进一步提升性能，芯片制造商可选用电阻率和/或电容更低的材料，低κ介电材料即为一种常用方案。

## 制备方法
由于空气有极低的介电常数（k=1），所以在一般的电介质中加入空气泡可以极大的降低介电常数。目前生产低介电常数物质所用的方法即是用高分子聚合物(k~2.5)作为基底加入纳米尺度的空气泡，可以将k降低到2.0甚至以下。但是由于低介电常数物质还需要经受苛刻的工业加工过程，它的强度，韧性，耐热性，耐酸性都要有严格的限制。

## SiLK
SiLK是Dow Chemical开发的一种低介电常数材料，目前广泛用于集成电路生产。目前已知SiLK是一种高分子材料，但是具体结构仍然是秘密。SiLK的介电常数为2.6。
目前已知SiLK是一种芳香族热固性有机材料，含不饱和键，不含氟，不含氧和氮。SiLK以寡聚物溶液的形式提供，通过spin coating到硅片上后在氮气下加热到320摄氏度去除溶剂并初步交联。最终需要在400摄氏度以上保温来完成交联。

## 基于硅基高分子的低介电常数材料
基于硅基高分子的低介电常数材料包括hydrogen silsesquioxane（HSQ）和methylsilsesquioxane（MSQ）。

### FOx
FOx是Dow Corning开发的基于HSQ的低介电常数材料， k = 2.9。（页面存档备份，存于）

### MSQ
MSQ是methylsilsesquioxane的缩写，这是一种硅基高分子材料。

## 多孔SiLK与多孔MSQ
通过在SiLK中添加纳米级空洞可以进一步降低介电常数。目前多孔SiLK的介电常数为2.2。
MSQ是methylsilsesquioxane的缩写，这是一种硅基高分子材料，通过在MSQ中添加纳米级空洞，Porous MSQ的介电常数可以达到2.2-2.5。
纳米级空洞通常是通过合成嵌段共聚物的办法来实现的。
MSQ通常以溶液的形式提供，通过Spin coating的办法分布的硅片上后在保护性气氛下加热交联，去除空洞发生集团。最终形成类二氧化硅的多孔结构。

### 多孔SiLK和多孔MSQ的对比
多孔SiLK的机械性能优于多孔MSQ。但是多孔MSQ的结构接近于二氧化硅，同传统集成电路生产工艺处理方法接近。

## Nanoglass
Nanoglass是Nanopore同Honeywell推出的基于气凝胶的低介电常数材料。Nanoglass所报道的最低介电常数为k=1.3。

## HOSP
HOSP是Honeywell推出的基于有机物和硅氧化物的混合体的低介电常数材料。

## 基于碳搀杂氧化硅的低介电常数材料
基于碳搀杂氧化硅的低介电常数材料通常使用化学气相沉积，因此同传统半导体工艺接近。

### Black Diamond
Black Diamond是应用材料公司推出的基于化学气相沉积碳搀杂氧化硅的低介电常数材料。k=2.7。
Black Diamond是现在使用最多的低介电常数材料。 有报道暗示Black Diamond的K值可以达到2.4。

### Coral
Novellus推出的基于化学气相沉积碳搀杂氧化硅的低介电常数材料。k=2.7。

### Aurora
ASM International推出的基于化学气相沉积碳搀杂氧化硅的低介电常数材料。k=2.7。
Aurora是英特尔在其90和65nm生产线中使用的材料。

## 相关链接
- Honeywell 低介电常数材料产品
- Dow SiLK网站